# スベトラーナ・シックシナ
スベトラーナ・シックシナ（ロシア語: Светлана Валерьевна Шикшина、Svetlana Shikshina、스베틀라나 쉭시나、1980年3月7日 - ）は、ロシア、韓国の囲碁棋士。ロシア出身、千豊祚八段門下、韓国棋院所属、三段。

## 経歴
カザン生まれ。子供の時に父から囲碁を学ぶ。1995、96年に国際アマチュア・ペア碁選手権大会に出場。1996年ヨーロッパ女子選手権優勝。1997年大韓生命杯世界女子アマ選手権戦で3位。同年に韓国棋院に招待されて研究生となる。2000年明智大学入学（2005年卒業）。2002年初段、アレキサンダー・ディナーシュタインとともにロシア人初のプロ棋士となる。
世界囲碁選手権戦富士通杯では2005、07年に欧州代表として出場。2006年には女性で初となる、ヨーロッパチャンピオンを獲得。2008年、推薦により三段特別昇段。同年第1回ワールドマインドスポーツゲームズでは女子個人戦に出場し、予選リーグ4勝3敗で終了。

## 棋歴
- 大韓生命杯世界女子アマ選手権戦 1997年 3位
- 東方航空杯世界女子プロ囲碁選手権戦 2000年 ベスト8（○ジャニス・キム、×徐瑩）
- 豪爵杯世界女子プロ囲碁選手権戦 2002年（×尹瑛善）
- 世界囲碁選手権富士通杯 2005年（×崔哲瀚）、2007年（×横田茂昭）
- 欧州選手権ヨーロッパチャンピオン 2006年
- 大理旅遊杯世界女子プロ囲碁選手権戦 2007年（×王祥雲）